# Luis Fierro
Luis Alberto Fierro Carrión (nacido en Quito, Ecuador el 10 de septiembre de 1964) es un especialista en desarrollo económico, social y ambiental en América Latina. Fue Viceministro de Economía de Ecuador entre el 27 de mayo y el 20 de septiembre de 2021.  Actualmente es Experto en Políticas Económicas Verdes para el proyecto de apoyo de la Unión Europea para las acciones climáticas de los países en desarrollo (EU NDC Facility). 

## Economista
Luis Fierro se desempeña actualmente como Experto en Políticas Económicas Verdes para el proyecto de apoyo de la Unión Europea para las acciones climáticas de los países en desarrollo (EU NDC Facility).
Entre el 27 de mayo y el 20 de septiembre de 2021 fue Viceministro de Economía de la República de Ecuador. Previamente fue asesor en temas de financiamiento climático y desarrollo sostenible. 
Fue Coordinador de Programas en temas Económicos, Empresariales y de Desarrollo Sostenible en la Fundación EU-LAC. Anteriormente fue Asesor en temas de Financiamiento de Cambio Climático para los países miembros de la Asociación Independiente de Latinoamérica y el Caribe (AILAC).
Entre 1997 y 2013, ocupó una serie de cargos en el Banco Interamericano de Desarrollo (BID), incluyendo: Coordinador de Movilización de Recursos en la Oficina en Europa del BID; Coordinador de la Sección de Programación y Sector Privado; y Coordinador Principal de Programas del Departamento de Desarrollo Sostenible. Ha contribuido a la elaboración de estrategias y políticas sectoriales del BID, incluyendo las estrategias para las áreas prioritarias del BID: Crecimiento Económico Sostenible, Reducción de la Pobreza y Promoción de la Equidad Social, Desarrollo Social, Competitividad, Medio Ambiente, y Modernización del Estado, entre otros temas.
Previamente, fue el representante del Gobierno de la República del Ecuador en el Directorio Ejecutivo del Fondo Monetario Internacional; fue un Editor Económico y de Negocios en el Diario Hoy (un diario nacional en Ecuador); y un investigador económico y social para varias instituciones, entre ellas la Organización Latinoamericana de Energía (OLADE), el Instituto Latinoamericano de Investigaciones Sociales (ILDIS), y el Consejo Nacional de Universidades y Escuelas Politécnicas de Ecuador (CONUEP).

## Estudios académicos
Luis Fierro Carrión posee títulos de posgrado enfocados en Desarrollo Económico, Economía Internacional, Economía Ambiental y Finanzas Públicas de la Universidad de Texas en Austin y de la Universidad de Oregón (Eugene, Oregón). También posee el título de Economista de la Pontificia Universidad Católica del Ecuador).
Ha obtenido certificados de nivel de posgrado en monitoreo y evaluación de programas de desarrollo del International Program for Development Evaluation Training (IPDET, www.ipdet.org); en Gestión para Resultados en el Desarrollo del Instituto Interamericano para el Desarrollo Social (INDES, www.indes.org); y en Movilización de Recursos de The Resource Alliance.

## Actividades como Voluntario
Luis Fierro fue fundador y Asesor Principal (voluntario) de la organización caritativa y sin fines de lucro "Ecuador Mi País", que genera recursos para programas de desarrollo social y educativo en el Ecuador. También fue miembro voluntario del Directorio de otras organizaciones sin fines de lucro, entre ellas la Fundación "Alcanzando Metas", la cual promueve el acceso educativo para jóvenes hispanas en las escuelas públicas del Distrito de Columbia, Estados Unidos.

## Autor de libros sobre desarrollo
Luis Fierro ha escrito, contribuido, editado y traducido varios libros, ensayos académicos y artículos, entre ellos los siguientes:
- La estrategia de negociación sobre el paquete de financiamiento climático en el Acuerdo de París de Cambio Climático de la Asociación Independiente de Latinoamérica y el Caribe, capítulo en el libro Negociación Internacional en América Latina, Dennis P. Petri, editor. San José, Costa Rica : FLACSO, 2022 abril de 2022.[6]
- Relaciones Económicas entre la Unión Europea y América Latina y el Caribe, Policy Brief, Fundación EU-LAC, abril de 2022.[7]
- La novela de ciencia ficción "El Ultimo Humano", 2021
- Fortalecimiento de los grupos económicos en el Ecuador en la última década, Revista Economía, 71(114), 35-71.[8]
- Coeditor, ¿Cómo generar empleabilidad para la juventud? Experiencias innovadoras de alternancia formativa en América Latina, el Caribe y la Unión Europea. Abril 2019, EUROSOCIAL+ y Fundación EU-LAC, Roma, Italia.
- Contribuyente y coeditor, Responsabilidad Social Empresarial y Objetivos de Desarrollo Sostenible en la Unión Europea, América Latina y el Caribe. Febrero 2019, Fundación EU-LAC, Hamburgo, Alemania.
- Contribuyente y editor, Clústeres y políticas de clúster: oportunidades de colaboración entre la Unión Europea, América Latina y el Caribe. Octubre 2018, Fundación EU-LAC, Hamburgo, Alemania.
- Contribuyente y coeditor, Estudios de caso sobre modelos de economía circular e integración de los Objetivos de Desarrollo Sostenible en estrategias empresariales en la UE y ALC. Octubre 2018, Fundación EU-LAC, Hamburgo, Alemania.
- Coeditor, Fortaleciendo la Cooperación UE-ALC: Compartiendo Experiencias para Desarrollos Presentes y Futuros.  Octubre 2018, IFAIR. Hamburgo, Alemania.
- Coeditor, Financiamiento de la Transición a Energía Renovable en la UE, América Latina y el Caribe. Agosto 2018,  Fundación EU-LAC, Hamburgo, Alemania.
- Editor, Las PyMEs Latinoamericanas y los dispositivos de capacitación y formación para su internacionalización. Agosto 2018,  Fundación EU-LAC, Hamburgo, Alemania.
- Coautor, Contribution of cluster strategies and inter-cluster cooperation for the competitive progress of the EU and LAC, estudio presentado al Congreso 2018 de LASA, Barcelona, mayo de 2018.
- Promover el Desarrollo Sostenible, Bajo en Emisiones y con Mayor Resiliencia al Cambio Climático. Abril 2017, Grupo FARO, Quito, Ecuador.
- Editor, La Internacionalización de las PyMEs Latinoamericanas y su Proyección en Europa. Abril 2017, Fundación EU-LAC, Hamburgo, Alemania.
- Coautor, Editor. Vademécum sobre Programas de Cooperación de la UE con ALC, febrero de 2017, Fundación EU-LAC, Hamburgo, Alemania.
- Los Grupos Financieros en el Ecuador – 25 Años Después. Estudio presentado al seminario de la UASB sobre grupos económicos en el Ecuador, septiembre de 2016, Quito, Ecuador.
- Guía para Obtener Recursos de la Unión Europea para cofinanciar Operaciones del BID.  Washington D. C., BID, diciembre de 2012.
- Contribuyente, El Imperativo de la Innovación: Creando Prosperidad en América Latina y el Caribe.  Washington D. C., BID, mayo de 2010.[9]
- Editor y Coautor, Informe de Actividades de la Oficina del BID en Europa, varios informes anuales, 2008-2012.  París, BID, 2008-2012.[10]
- Contribuyente, América Latina y la Diplomacia de Cumbres". Madrid, SEGIB, 2009.[11]
- Contribuyente, Desarrollo Sostenible: Medio Ambiente, Cambio Climático y Energía. Oportunidades para el Diálogo y la Cooperación entre la Unión Europea y América Latina y el Caribe. Washington D. C., BID, mayo de 2008.[12]
- Contribuyente, Los Objetivos de Desarrollo del Milenio en América Latina y el Caribe: Progreso, Prioridades y Apoyo del BID para su Implementación. Washington D. C., BID, agosto de 2005.[13]
- Coautor, Desarrollo Sostenible: Misión, Acciones y Desafíos, Washington D. C., BID, marzo de 2005.
- Coautor, Hacia el Desarrollo Sostenible y Equitativo: Estrategias Sectoriales para América Latina y el Caribe. Washington D. C., BID, febrero de 2004.[14]
- Coautor, Hacia el Desarrollo Sostenible y Equitativo: Estrategias Sectoriales para América Latina y el Caribe. Una Visión Panorámica. Washington D. C., BID, marzo de 2004.[15]
- Coautor, Estrategia de Competitividad. Washington D. C., BID, julio de 2003.[16]
- Contribuyente, Estrategia de Crecimiento Económico Sustentable. BID, julio de 2003.[17]
- Contribuyente, Estrategia de Reducción de la Pobreza y Promoción de la Equidad Social. Washington D. C., BID, julio de 2003.[18]
- Contribuyente, Estrategia de Desarrollo Social. Washington D. C., BID, julio de 2003.[19]
- Contribuyente, Estrategia de Modernización del Estado. BID, julio de 2003.[20]
- Contribuyente, Estrategia de Medio Ambiente. Washington D. C., BID, julio de 2003.[21]
- Coautor, Plan Integrado de Implementación de Estrategias, BID, julio de 2003.
- Coautor, Cumbre de las Américas: Programas Estratégicos. La Agenda del BID. BID, abril de 2001.[22]
- Coautor, Para Salir de la Pobreza: En Enfoque del Banco Interamericano de Desarrollo para Reducir la Pobreza. Washington D. C.: BID, abril de 1998.[23]
- Editor y Coautor, Reactivación Económica con Pleno Empleo. Quito: ILDIS, 1989.
- Los Grupos Financieros en el Ecuador. Quito, CEDEP, 1989.[24]
- Coautor, Deuda Externa del Sector Energético: Riesgos y Opciones. Quito: OLADE, 1988.
- Editor, Políticas de Desarrollo Rural en el Ecuador: Pobreza Rural. Quito: ILDIS/FIDA, 1987.
- Coautor, Deuda Externa y el Sector Energético en América Latina. Quito: OLADE, 1987.
- Coautor, La Crisis de la Economía Ecuatoriana. Quito: Corporación Editora Nacional, 1986.[25]